# Arkady Fiedler
Arkady Adam Fiedler (Poznań, 28 de noviembre de 1894-Puszczykowo, 7 de marzo de 1985), escritor polaco, reportero, naturalista y viajero, teniente del ejército polaco.

## Curriculum vitae
Era hijo de Antoni Fiedler, polígrafo y editor de Poznań. Fue su padre quien despertó en Arkady un apasionado interés por la naturaleza. "Me enseñó a amar esas cosas que otras personas trataban con indiferencia", recordó más tarde el escritor. Se graduó en el Gimnasio de Gotthilf Berger en Poznań, y luego estudió filosofía y ciencias naturales en la Universidad Jagelónica y en la Universidad de Poznań. Estos estudios fueron interrumpidos por la Primera Guerra Mundial.
En los años 1918-1919 participó en el Levantamiento de la Gran Polonia (fue elegido miembro del Comité de los Once de la Organización Militar Polaca de la Partición Prusiana y fue el jefe del Departamento de Organización en el Comando de la Guardia Nacional). El 8 de enero de 1921 fue aprobado como teniente de la Policía Militar el 1 de abril de 1920.
Hizo su debut literario en 1917 con la serie de poemas Czerwone światło ogniska (Luz roja de una hoguera) en el periódico quincenal "Zdrój" de Poznań. En los años 1922-1923 estudió en la Academia de Artes Gráficas de Leipzig y se graduó obteniendo el título de maestro en quimigrafía. En 1926 publicó su primer libro Przez wiry i porohy Dniestru (A través de remolinos y rápidos del Dniéster). En 1928 realizó su primer gran viaje al sur de Brasil. De allí trajo ricas colecciones zoológicas y botánicas, que donó al Museo de Historia Natural y otras instituciones científicas en Poznan, y recuerdos inolvidables, que describió en los libros: Bichos, moi brazylijscy przyjaciele (Bichos, mis amigos brasileños ) y Wśród Indian Koroadów (Entre los indígenas Coroados). En 1933, realizó su sueño más loco: viajó a la Amazonia. La expedición dio como resultado un libro: Ryby śpiewają w Ukajali (Los peces cantan en río Ucayali), que obtuvo un gran reconocimiento entre los lectores. En 1936 Arkady Fiedler escribió otro best seller: Kanada pachnąca żywicą (Canadá con olor a la resina).
La Segunda Guerra Mundial encontró a Fiedler en Tahití. Abandonó la isla para servir en las Fuerzas Armadas de Polonia. En febrero de 1940, llegó a Gran Bretaña a través de Francia, donde conoció a aviadores polacos que participaban en la Batalla de Inglaterra. Escribió un libro famoso sobre esos pilotos: Dywizjon 303 (Escuadrón 303); sus reimpresiones circularon en la Polonia ocupada por los nazis, elevando la moral de la sociedad. En los años 1942-1943, navegó en barcos mercantes polacos; describió el esfuerzo de guerra de nuestros marineros en el libro Dziękuję ci, kapitanie (Gracias, Capitán). Durante la guerra y poco después nacieron en Londres sus dos hijos, Marek y Arkady Radosław.
En 1946, regresó a Polonia con su esposa italiana Maria Maccariello y se instaló en Puszczykowo, cerca de Poznań. Incapaz de viajar (por restricciones de la época estalinista), escribió novelas para jóvenes: Mały bizon (Bisonte pequeño), Wyspa Robinsona (Isla de Robinson), Orinoko (Orinoco).
A partir de 1956, volvió a sus viajes: visitó Indochina, Brasil, Guyana, Madagascar, Canadá y en varias ocasiones África Occidental.
En su vida ha realizado 30 expediciones y travesías. Ha escrito 32 libros que se han publicado en 23 idiomas con una tirada de más de 10 millones. Sus libros cautivan con la viveza de la descripción, acercan al lector de manera muy animada a personas de diferentes colores de piel, enseñan el respeto por otras culturas y costumbres y elogian la belleza de la naturaleza. Es autor de dos libros autobiográficos: Mój ojciec i dęby (Mi padre y los robles) y Wiek męski – zwycięski (Edad masculina triunfadora ).
En 1974, animados por sus lectores, el escritor y su familia crearon un museo privado de trofeos de viajes en su casa de Puszczykowo.
En 1983 fue miembro del Consejo Nacional de PRON.
Murió el 7 de marzo de 1985 en Puszczykowo, fue enterrado en el cementerio local. El autor de la escultura colocada en su tumba que representa la cabeza del escritor es Adam Haupt.

### Viajes
- 1927 - Norte de Noruega
- 1928 - Sur de Brasil
- 1933 - Amazonas y Perú
- 1935 - Canadá
- 1937 - Madagascar
- 1939 - Tahití
- 1940 - Francia, Gran Bretaña
- 1942-1943 - Estados Unidos, colonia inglesa de Trinidad, Guyana, Brasil
- 1945 - Canadá
- 1948 - México
- 1952-1953 - URSS (Georgia)
- 1956-1957 - Indochina (Vietnam del Norte, Laos, Camboya)
- 1959–1960 - África occidental (Guinea, Ghana)
- 1961 - Noroeste de Canadá
- 1963–1964 - Brasil, Guyana
- 1965-1966 - Madagascar
- 1967 - Brasil
- 1968 - URSS (Siberia Oriental)
- 1969 - Nigeria
- 1970 - Perú
- 1971 - África Occidental
- 1972 - Canadá (Columbia Británica, Alberta, Quebec)
- 1973 - América del Sur
- 1975 - Canadá (Ontario, Quebec)
- 1976–1977 - África occidental
- 1978–1979 - Perú
- 1980 - Canadá
- 1981 - África Occidental

## Condecoraciones
- Orden de Constructores de la Polonia Popular [Order Budowniczych Polski Ludowej](1979),
- Orden de la Bandera del Trabajo, 1.ª clase Order Sztandaru Pracy(1974),
- Orden de la Bandera del Trabajo, 2.ª clase [Order Sztandaru Pracy](1959),
- Cruz de Comendador de la Orden de Polonia Restituta [Krzyż Komandorski Orderu Odrodzenia Polski] (1964),
- Cruz de oficial de la Orden de Polonia Restituta [Krzyż Oficerski Orderu Odrodzenia Polski] (19 de julio de 1955),
- Laurel académico de plata [Wawrzyn Akademicki] (7 de noviembre de 1936),
- Orden de la Sonrisa Order Uśmiechu (1969).

## Premios y distinciones
Ha ganado muchos premios, entre otros el premio literario de la ciudad de Poznań (1936), el premio de segundo grado del ministro de Cultura y Arte para literatura de viajes (1963), el premio del primer ministro por su obra para niños y jóvenes (1974) y el premio estatal de primer grado por su obra global (1978).

## Conmemoración
Es el patrón de varias docenas de escuelas, entre las que se incluyen: la escuela primaria en Czapury, la escuela primaria en Stara Przysieka Druga, la escuela primaria en Zbąszyń, la escuela primaria núm. 18 en Zielona Góra, la escuela primaria en Stara Przysieka Druga, Complejo de escuelas núm. 12 en Szczecin, Escuela primaria en Rychwał, Escuela primaria N.º 114 en Cracovia, Escuela primaria en Przeźmierowo, Escuela primaria en Chomęcice y Escuela primaria núm. 13 en Gorzów Wielkopolski y la escuela primaria núm. 5 Arkady Fiedler en Gniezno. Es también el patrón de varias calles en Polonia y en todo el mundo.
Desde el 6 de julio de 2009, también es patrón de la sección de Wielkopolska de la policía militar en Poznań. Desde 1996, el Taller Literario-Museo Arkady Fiedler otorga el premio anual "Mariposa de Ámbar" A. Fiedler para el mejor autor polaco de libro de viajes. En 2020, Piotr Bojarski publicó su biografía titulada Fiedler. Głód świata (Fiedler. Hambre de mundo, Editorial de Poznań - Wydawnictwo Poznańskie).
En Puszczykowo hay un sendero marcado verde que lleva el nombre de Arkady Fiedler.

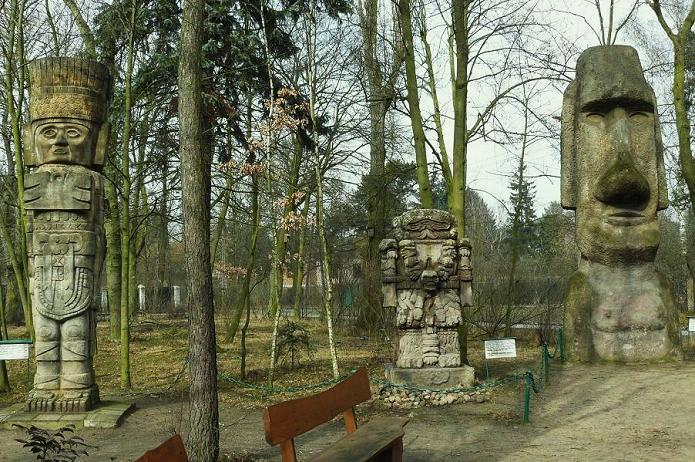
Museo-Taller Literario de Arkady Fiedler en Puszczykowo: Foto del Jardín de las Culturas y de la Tolerancia

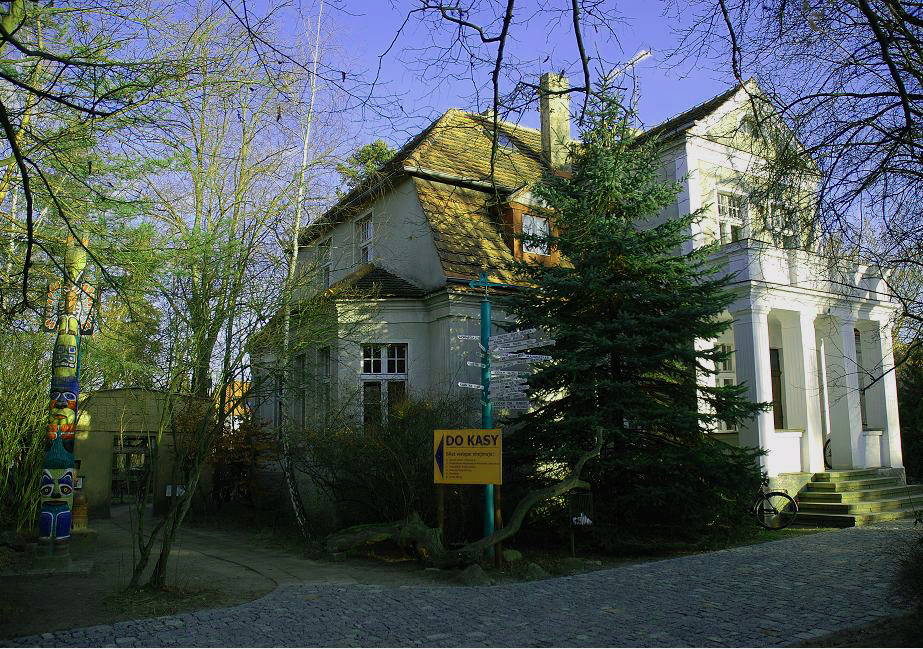
Museo-Taller Literario de Arkady Fiedler en Puszczykowo: Foto del Jardín de las Culturas y de la Tolerancia

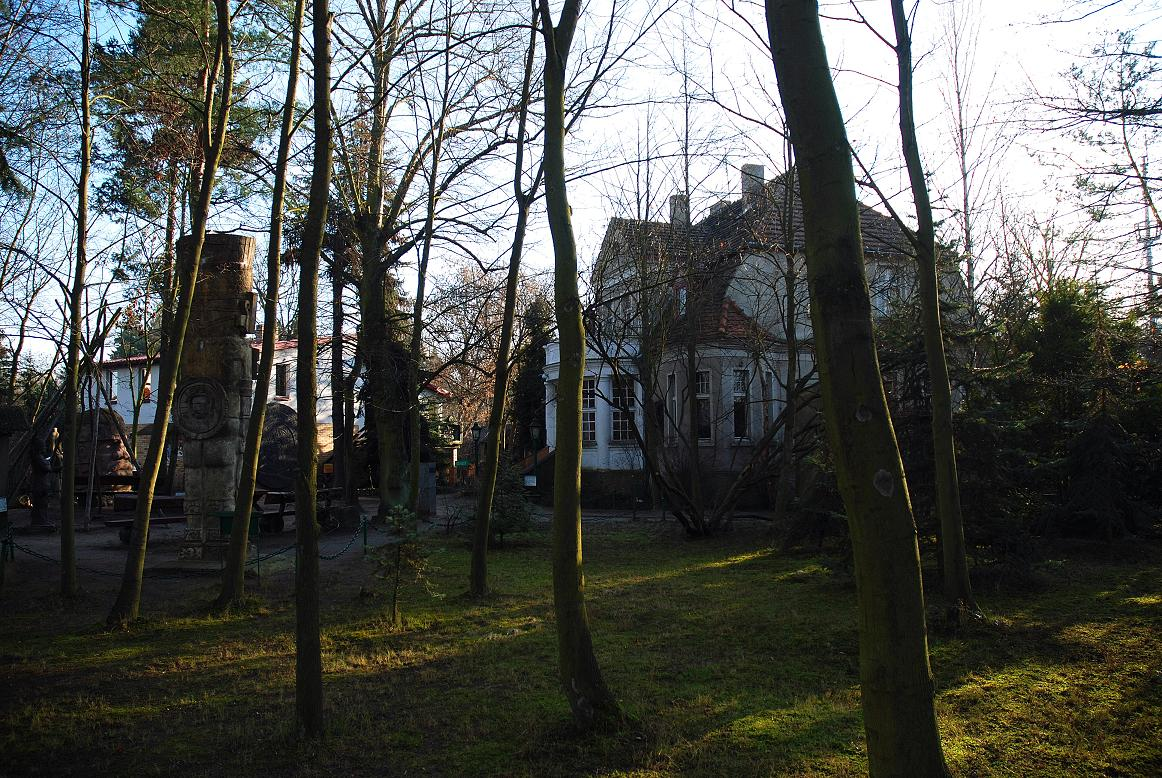
Museo-Taller Literario de Arkady Fiedler en Puszczykowo: Foto del Jardín de las Culturas y de la Tolerancia

## Publicaciones
- 1926 Przez wiry i porohy Dniestru (A través de remolinos y rápidos del Dniéster)
- 1931 Bichos, moi brazylijscy przyjaciele (Bichos, mis amigos brasileños)
- 1932 Wśród Indian Koroadów (Entre los indígenas Coroados)
- 1935 Kanada pachnąca żywicą (Canadá con olor a la resina)
- 1935 Ryby śpiewają w Ukajali (Los peces cantan en Ucayali)
- 1936 Zwierzęta z lasu dziewiczego (Animales de la selva virgen)

- 1937 Zdobywamy Amazonkę (Conquistamos el Amazonas)
- 1939 Jutro na Madagaskar (Mañana a Madagascar)
- 1940 Dywizjon 303 (Escuadrón 303)
- 1944 Dziękuję ci, kapitanie (Gracias, Capitán)
- 1946 Żarliwa wyspa Beniowskiego (La ardiente isla de Beniowski)
- 1946 Radosny ptak Drongo (Drongo, el pájaro alegre)
- 1950 Rio de Oro (Río de Oro)
- 1952 Mały Bizon (Pequeño bisonte)
- 1953 Gorąca wieś Ambinanitelo (Ambinanitelo, aldea caliente)
- 1954 Wyspa Robinsona (Isla de Robinsón)
- 1957 Orinoko (Orinoco)
- 1957 Wyspa kochających lemurów (La isla de los lémuros amorosos)
- 1960 Dzikie banany (Plátanos silvestres)
- 1962 Nowa przygoda: Gwinea (Una nueva aventura: Guinea)
- 1965 I znowu kusząca Kanada (De nuevo Canadá tentador)
- 1968 Spotkałem szczęśliwych Indian (Conocí a indios felices)
- 1969 Madagaskar, okrutny czarodziej (Madagascar, el mago cruel)
- 1971 Piękna, straszna Amazonia (Hermosa y terrible Amazonía)
- 1973 Mój ojciec i dęby – autobiografia zawierająca wspomnienia z okresu dzieciństwa (Mi padre y los robles: una autobiografía con recuerdos de la infancia)
- 1976 Wiek męski – zwycięski (La edad masculina triunfadora)
- 1980 Biały Jaguar (Jaguar blanco)
- 1983 Motyle mego życia (Las mariposas de mi vida)
- 1985 Zwierzęta mego życia (Los animales de mi vida)
- 1989 Kobiety mej młodości (Las mujeres de mi juventud

### Junto con Marek Fiedler
- 1982 Indiański Napoleon Gór Skalistych (Napoleón Indígena de las Montañas Rocosas)
- 1984 Ród Indian Algonkinów (Pueblo algonquino)